# Nakba-nap
A Nakba-nap (arabul: يوم النكبة Jam an-Nakba jelentése "katasztrófa nap") palesztin gyásznap. Ez a nap a palesztinok nemzeti katasztrófájának, a Nakbának állít emléket, ugyanis arról emlékeznek meg, hogy amikor Izrael állam létrejött, akkor elvesztették a hazájukat.
Évente tartanak megemlékezéseket és ez a nap megegyezik a Jom Háácmáuttal  (héberül: יום העצמאות), mely Izrael Függetlenségének Napja. Izrael állam 1948. május 14-ei megalapításától kezdve a dátum évente változó, hiszen ez a zsidó naptár szerinti ijár hónap ötödike.

## Történeti körülmények
Az 1948-as palesztin háború során becslések szerint 700 000 palesztint utasítottak ki vagy üldöztek el otthonaikból. A konfliktusban több száz palesztin település néptelenedett és pusztult el. A menekültek túlnyomó többsége kívül maradt a háborút lezáró 1949-es fegyverszüneti egyezményben Izrael által vállalt lakóhely rekonstrukcióból és visszatelepítésből.
A menekültek és leszármazottaik száma később millióssá duzzadt. Számuk Jordániában 2 millió, Libanonban 427 057, Szíriában 477 700, Ciszjordániában 788 108, a Gázai övezetben 1,1 millió és további negyedmillió palesztinnal számolnak Izraelben is. Ezeknek a menekülteknek az elnevezésére használt kifejezés lett az al-Nakba, melynek fordítása a katasztrófa vagy a szerencsétlenség.
Ez az elüldözött milliós tömeg adta a palesztin nacionalista szervezetek tömegbázisát. Az üldöztetésük kezdete óta a menekültekből alakultak szélsőséges fegyveres csoportok, melyek jelentős veszteségeket szenvedve részt vettek fegyveres összecsapásokban, de a mostoha körülmények miatt járványok is tizedelték soraikat. A sok csapás miatt a Nakba kifejezés az arab nacionalista gondolkodó Constantin Zurejk 1948 nyarán megjelent írásában jelent meg elsőnek és később ennek köszönhetően ment át a köztudatba.
Eleinte a palesztinok a kifejezés használatától idegenkedtek, hiszen azt gondolták, hamarosan visszatérhetnek otthonaikba és ezért kifejezetten kerülték említését is. Az 1950-es és 1960-as években emiatt más kifejezésekkel írták le üldöztetésüket, de az 1990-es évektől a nakba használata egyértelműen közkeletűvé vált.

## Megemlékezések

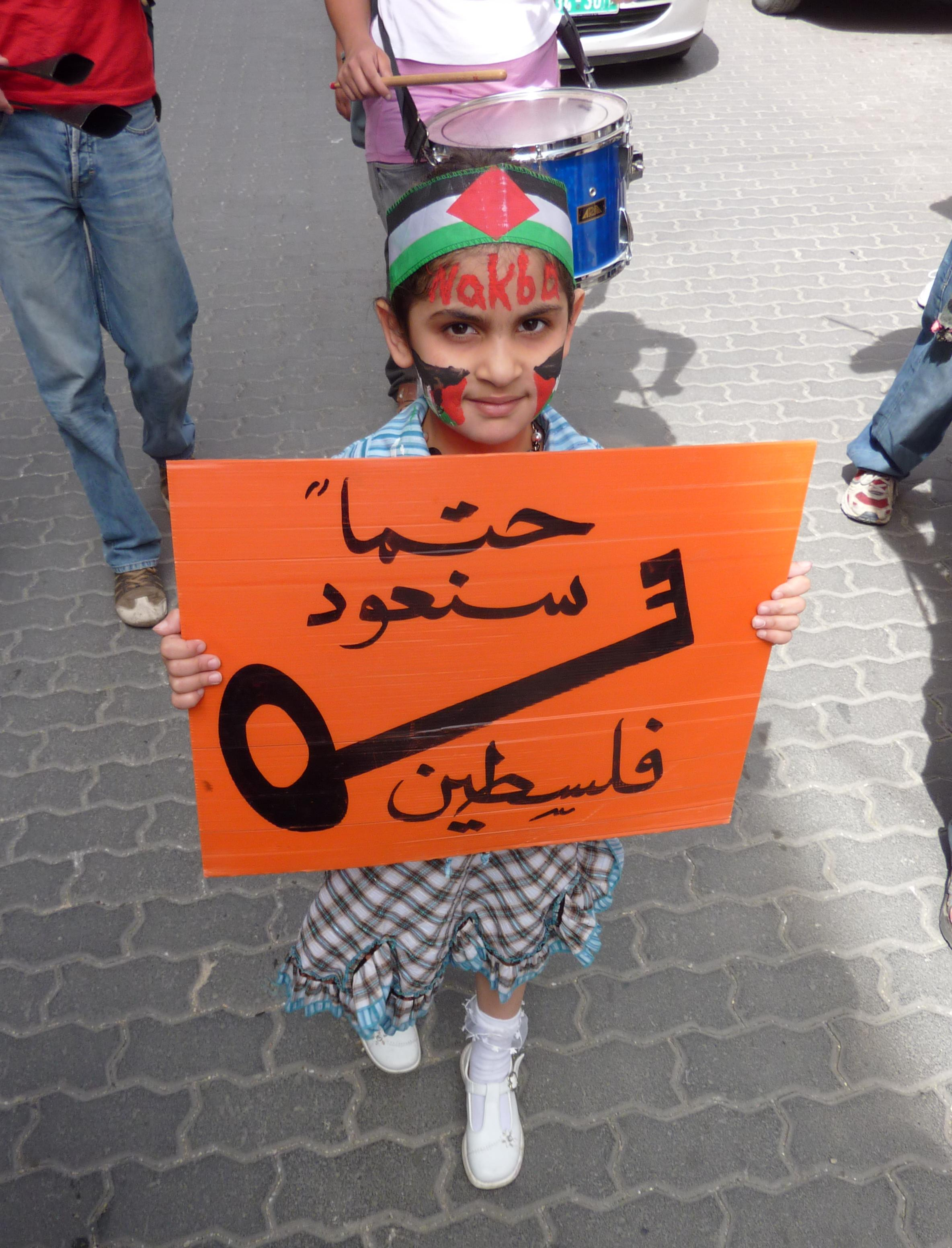
Tüntető palesztin kislány a 2010-es Nakba-napon Hebronban.

Az 1990-es évekig a megemlékezések inkább személyes jellegűek voltak. Az elüldözöttek ilyenkor összegyűltek, együtt virrasztottak és így emlékeztek korábbi életközösségükre.
A Nakba-napi megemlékezések kiszélesítése 1988-tól Jasszer Arafat nevéhez köthető, aki egyfajta tömegrendezvénnyé szervezte azokat. A megemlékezések központi elemévé vált a jól megkoreografált felvonulás, melyben a főszerepet palesztin zászlókat lobogtató gyerekek játsszák. A felvonulások a demonstráció mellett terrortámadás lehetőségét is magukban hordozzák és emiatt ilyenkor a biztonsági erők fokozott készültségben állnak.

## Fordítás
- Ez a szócikk részben vagy egészben  a   Nakba day című angol Wikipédia-szócikk ezen változatának fordításán alapul.  Az eredeti cikk szerkesztőit annak laptörténete sorolja fel. Ez a jelzés csupán a megfogalmazás eredetét és a szerzői jogokat jelzi, nem szolgál a cikkben szereplő információk forrásmegjelöléseként.